# 別府郵便局
別府郵便局（べっぷゆうびんきょく）
- 大分県別府市にある郵便局。本記事で記述する。
- 島根県隠岐郡西ノ島町にある郵便局。局番号は53073。
- 山口県美祢市にある郵便局。局番号は55232。

別府簡易郵便局
- （べふかんいゆうびんきょく） - 鳥取県鳥取市にある簡易郵便局。局番号は52765。
- （べっぷかんいゆうびんきょく） - 愛媛県松山市にある簡易郵便局。局番号は61745。

別府郵便局（べっぷゆうびんきょく）は大分県別府市にある郵便局。民営化前の分類では集配普通郵便局であった。

## 概要
住所：〒874-8799 大分県別府市餅ケ浜町4-23

### 併設施設
- ゆうちょ銀行別府店（熊本支店別府出張所）：取扱店番号720090

### 分室
分室はなし。かつて存在した分室は以下の通り。
- 東山分室 - 1955年（昭和30年）に廃止。

## 沿革
- 1872年（明治5年）旧7月 - 別府郵便取扱所として開設[1]。
- 1873年（明治6年）8月1日 - 別府郵便役所となる[1]。
- 1875年（明治8年）1月1日 - 別府郵便局（四等）となる[1]。
- 1878年（明治11年） - 為替取扱を開始[1]。
- 1879年（明治12年） - 貯金取扱を開始[1]。
- 1893年（明治26年）2月1日 - 別府郵便電信局となる[1]。
- 1903年（明治36年）4月1日 - 通信官署官制の施行に伴い別府郵便局となる[1]。
- 1947年（昭和22年）12月11日 - 郵便局で取扱う電話通話事務を除く電話事務を別府電話局に移管[2]。
- 1955年（昭和30年）1月16日 - 東山分室を廃止[3]。
- 1969年（昭和44年）3月1日 - 和文電報受付および電話通話業務を開始。
- 1984年（昭和59年）10月22日 - 別府市北浜二丁目から、同市餅ヶ浜町へ局舎を新築、移転。
- 1991年（平成3年）10月1日 - 外国通貨の両替および旅行小切手の売買に関する業務取扱を開始。
- 1995年（平成7年）7月2日 - 別府亀川郵便局[4]から集配業務を移管。
- 2007年（平成19年）10月1日 - 民営化に伴い、併設された郵便事業別府支店、ゆうちょ銀行別府店に一部業務を移管。
- 2012年（平成24年）10月1日 - 日本郵便株式会社発足に伴い、郵便事業別府支店を別府郵便局に統合。

## 取扱内容

### 別府郵便局
- 郵便、印紙、ゆうパック、内容証明
- 生命保険、バイク自賠責保険、がん保険、引受条件緩和型医療保険
- 別府市内のほぼ全域の集配業務（別府市内成・古賀原は大分南郵便局が担当。）
- ゆうゆう窓口

### ゆうちょ銀行別府店
- 貯金、貸付、為替、振替、振込、国際送金、外貨両替、トラベラーズチェック、国債、投資信託、変額年金保険
- ATM

## 周辺
- 別府国際観光港
- マックスバリュ 別府店 - 当局に隣接、当局（ゆうゆう窓口）と同様に24時間営業。
- ダイソー別府餅ヶ浜店 - 当局正面。
- マルショク餅ヶ浜店（旧寿屋）
- HIヒロセ別府店
- マクドナルド別府店
- 九州電力別府支店 - 当局に隣接。
- 餅ヶ浜内田医院

## アクセス
- JR日豊本線 別府駅（西口）から徒歩約28分
- 大分交通バス、亀の井バス 別府郵便局前停留所下車
- 大分自動車道 別府ICから東へ約4.5km
- 国道10号沿い
- 駐車場あり：38台